# 龍雲寺 (浜田市)
龍雲寺（りゅううんじ）は、島根県浜田市にある曹洞宗の寺院。山号は海蔵山。本尊は釈迦如来。

## 歴史
1382年（永禄2年）三隅信兼の開基、無端祖環の開山により創建されたと伝えられ、以後三隅氏の菩提所となった。本堂の格天井に描かれた龍で知られる。

## 文化財

### 県指定文化財
- 紙本墨書大般若経

### 市指定文化財
- 木造阿弥陀如来坐像
- 伝空海筆十三佛画幅
- 紺紙金泥金剛経